# Turritella bacillum
Turritella bacillum is een slakkensoort uit de familie van de Turritellidae. De wetenschappelijke naam van de soort is voor het eerst geldig gepubliceerd in 1844 door Kiener.